# Costa Blanca

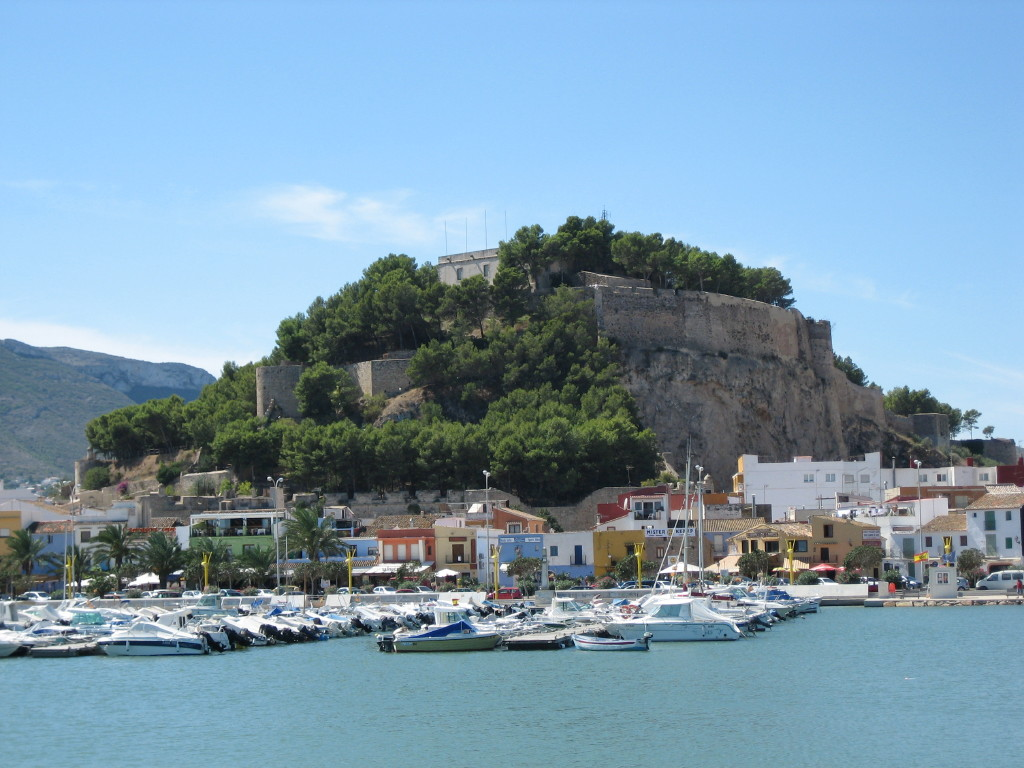
Castello di Denia

La Costa Blanca è una zona costiera della Spagna che si affaccia sul Mar Mediterraneo ed appartiene alla provincia di Alicante, precisamente compresa tra le località di Dénia e Pilar de la Horadada. La Costa Blanca è costituita da 244 km di spiagge tipiche mediterranee, cale e calette.
Le località principali situate nella Costa Blanca sono: Dénia, Jávea, El Poble Nou de Benitatxell, Teulada-Moraira, Benisa, Calp, Altea, Alfaz del Pi, Benidorm, Finestrat, Villajoyosa, El Campello, Alicante, Elche, Santa Pola, Guardamar del Segura, Torrevieja, Orihuela Costa y Pilar de la Horadada.
Le sue "capitali" per eccellenza sono le città di Benidorm e Torrevieja, visto che questi comuni sono i centri d'attrazione turística più rinomati della Costa Blanca e di tutto il litorale del Levante spagnolo.

## Castelli
La Costa Blanca è rinomata per le fortezze e i castelli, molti dei quali di origine saracena. Il più famoso è il Castillo de Santa Bárbara di Alicante. Vi è anche presenza di bastioni di origine romana. Lo scopo di queste fortificazioni era principalmente di impedire i saccheggi dei corsari barbari.

## Città della Costa

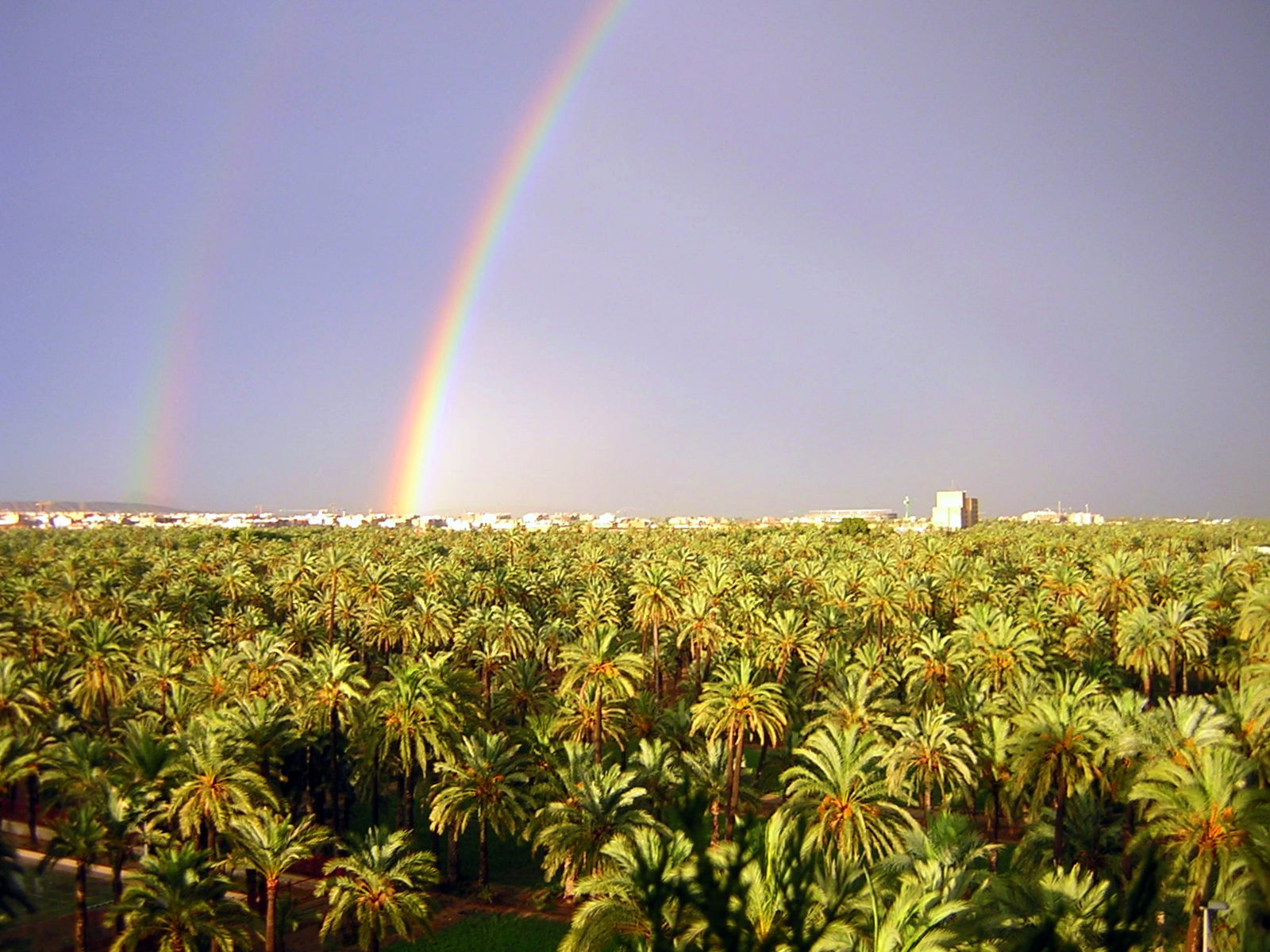
Il palmeto di Elche.

- Dénia
- Jávea
- Teulada/Moraira
- Calp
- Altea
- Benidorm
- Villajoyosa
- El Campello
- Alicante
- Elche
- Guardamar del Segura
- Torrevieja

## Galleria d'immagini

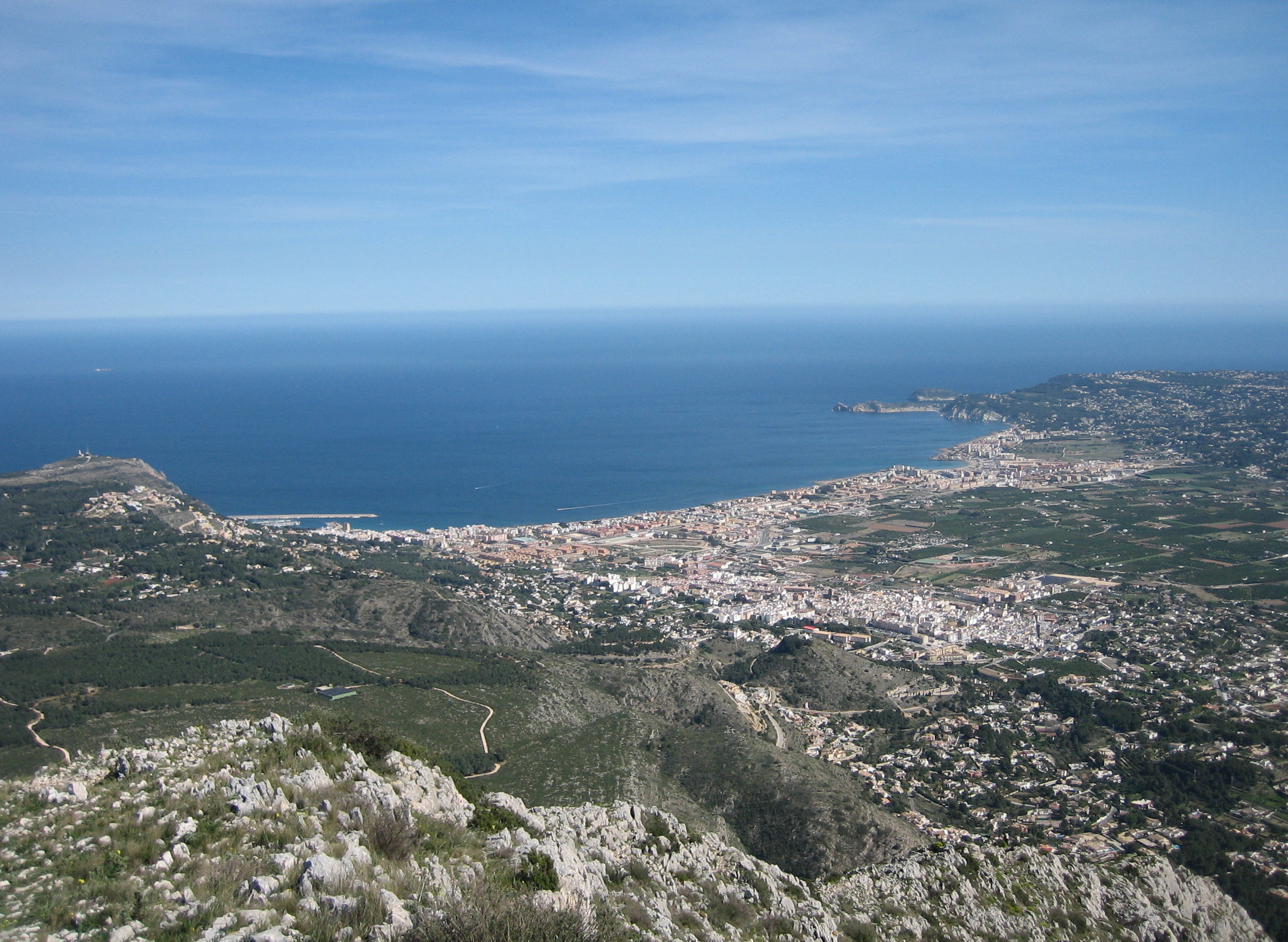
Jávea
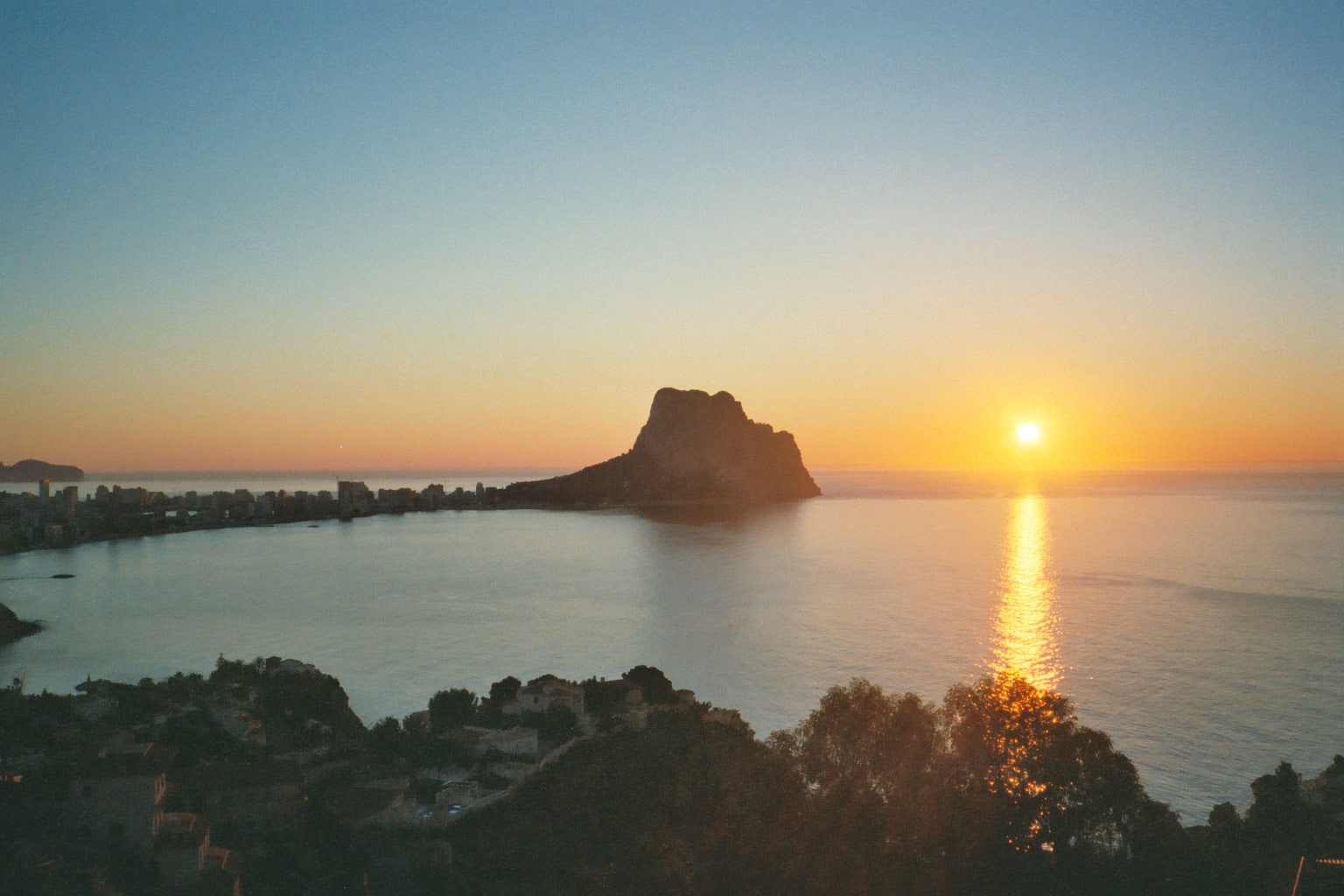
Il Peñón de Ifach
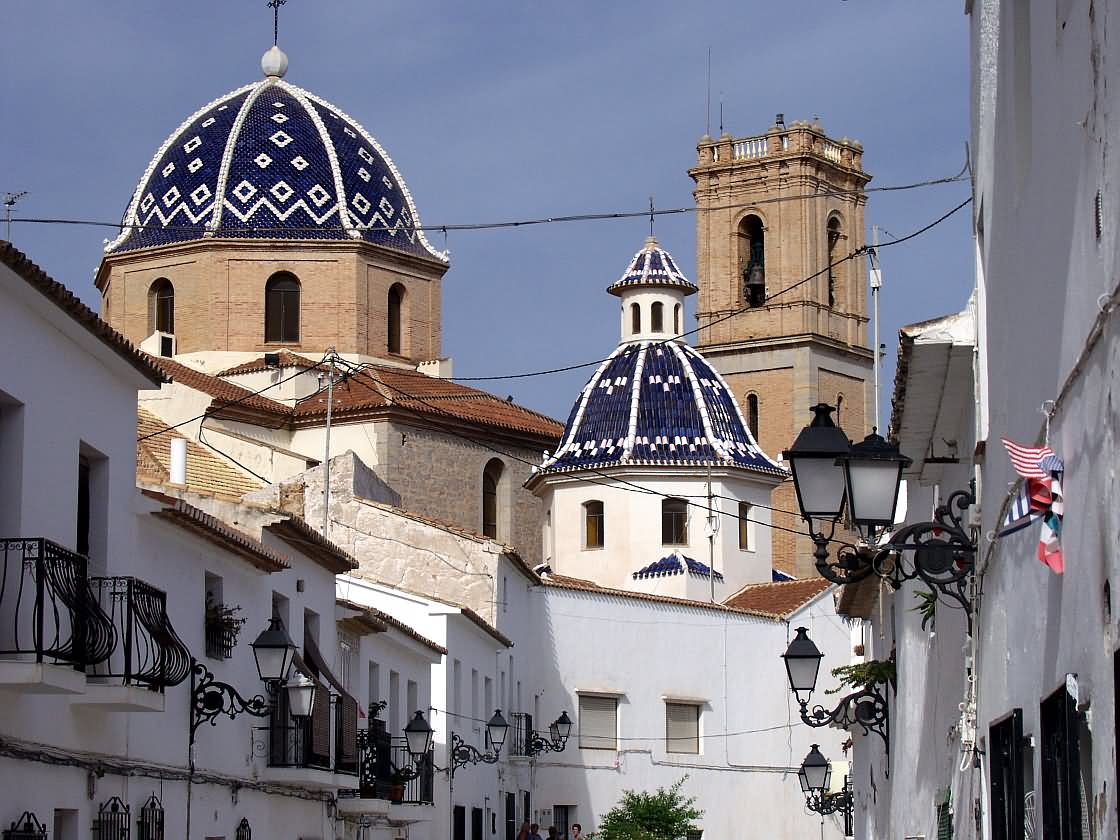
Altea
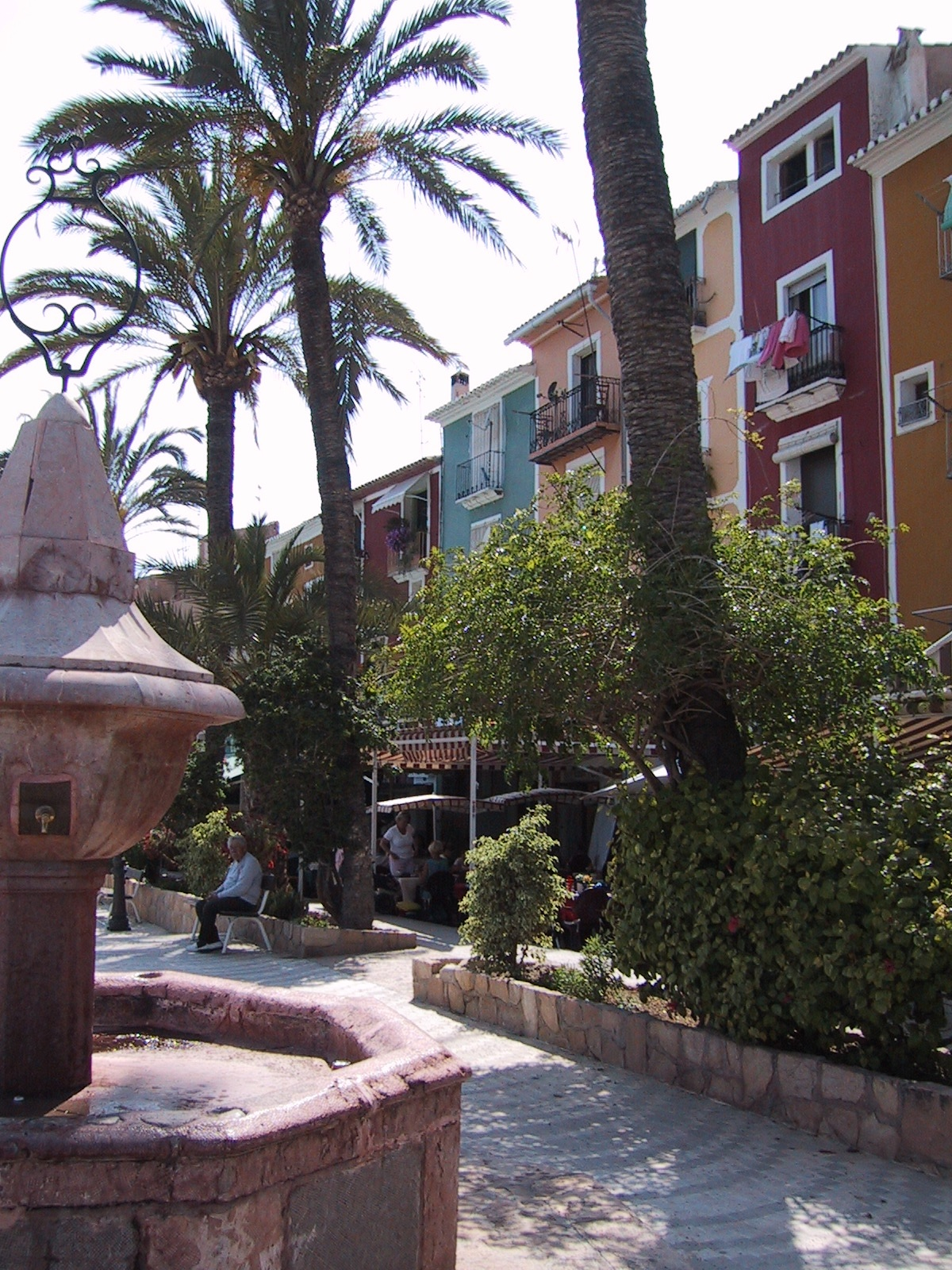
Villajoyosa
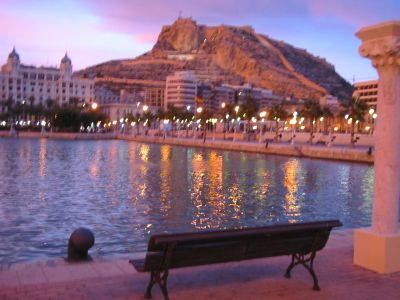
Porto di Alicante
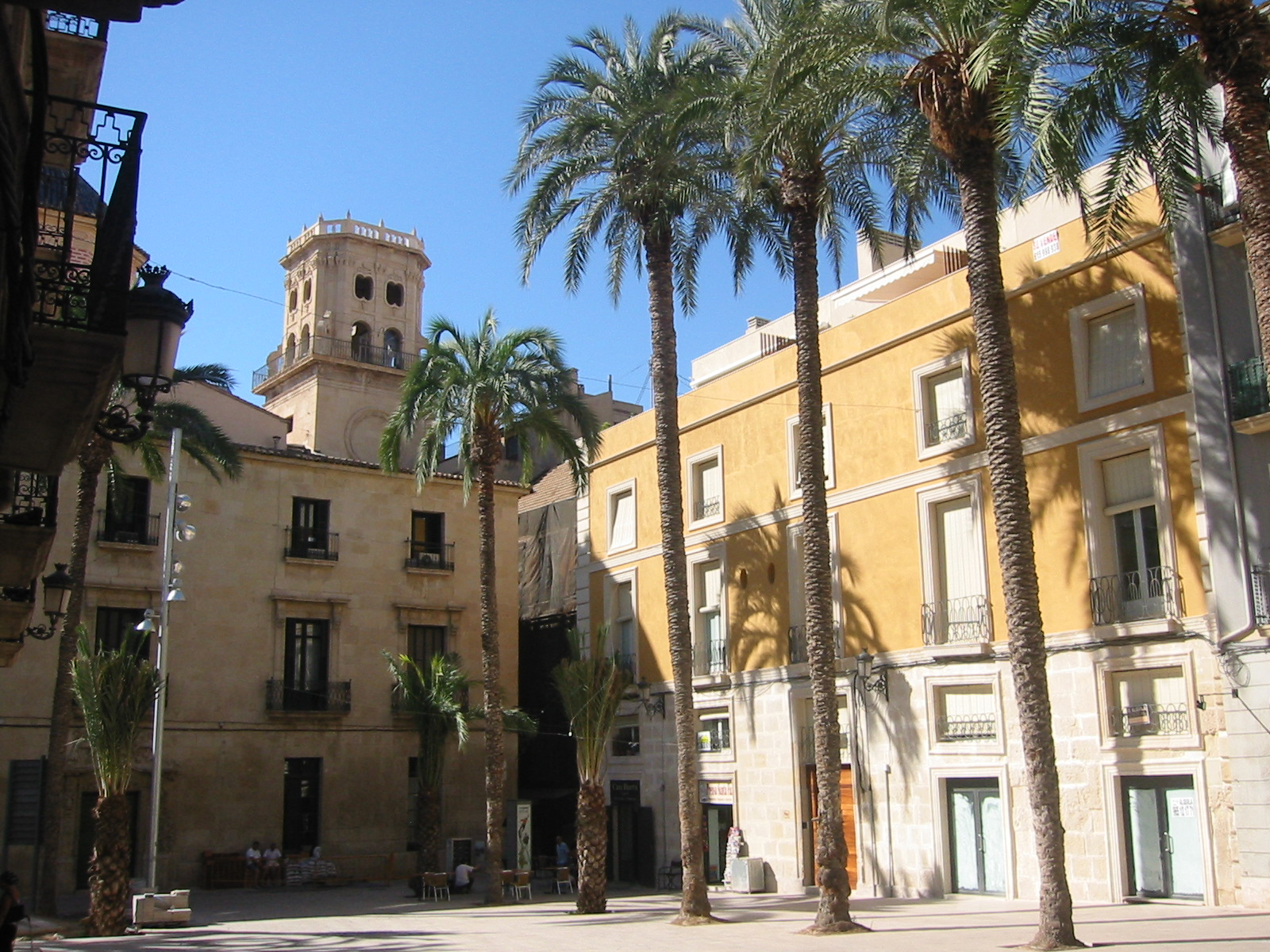
Piazza di Alicante
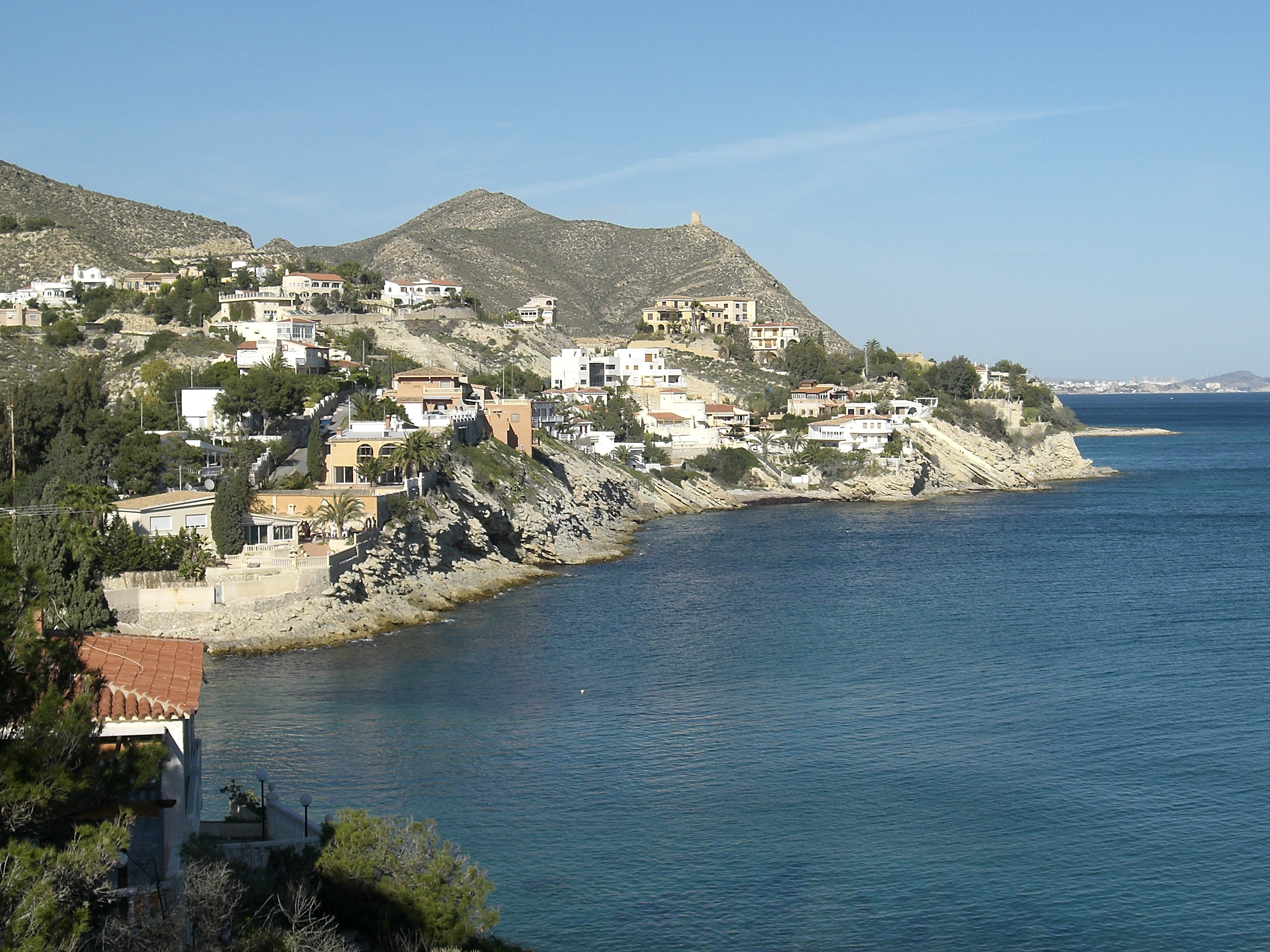
Coveta Fumá
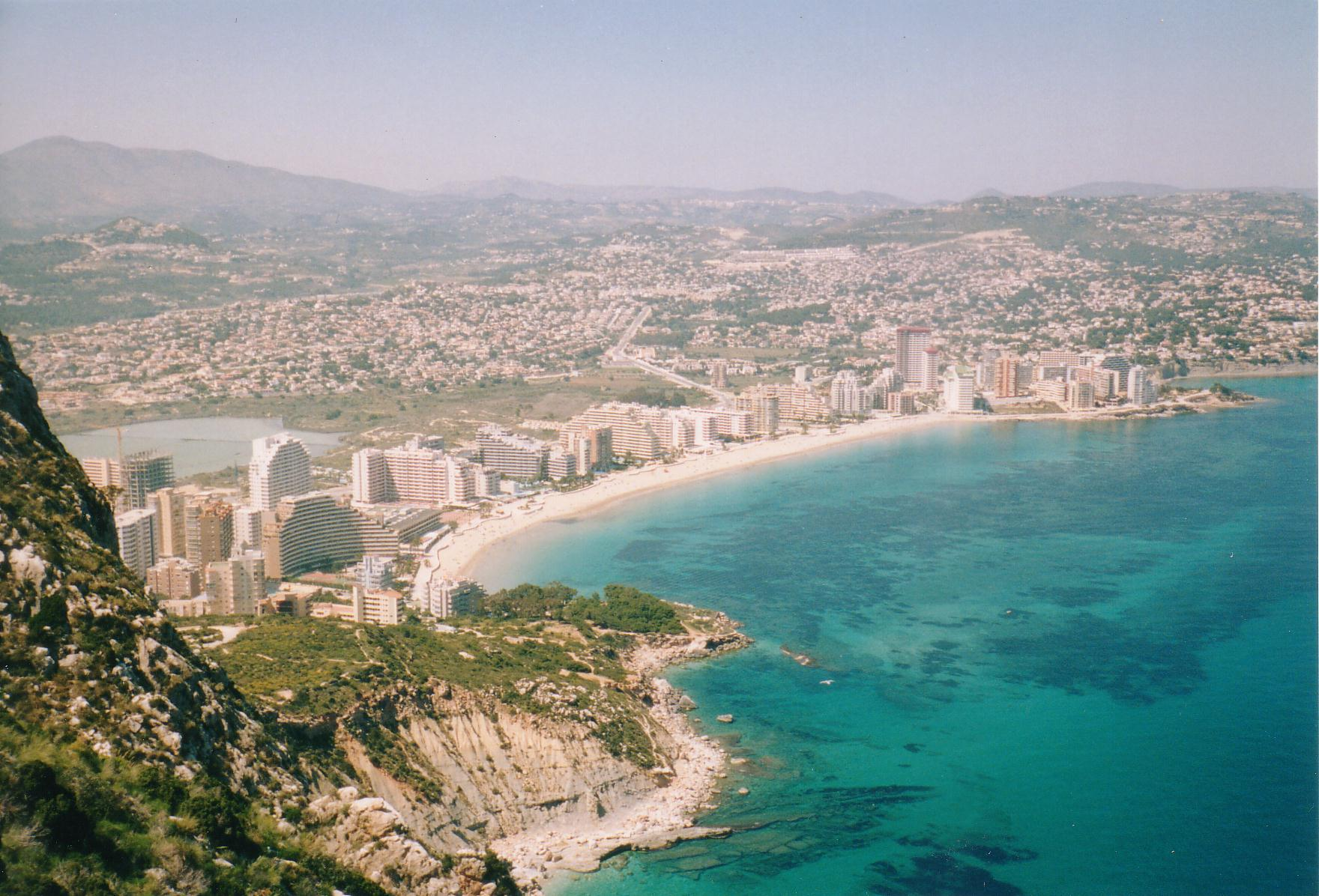
Spiaggia di Calpe
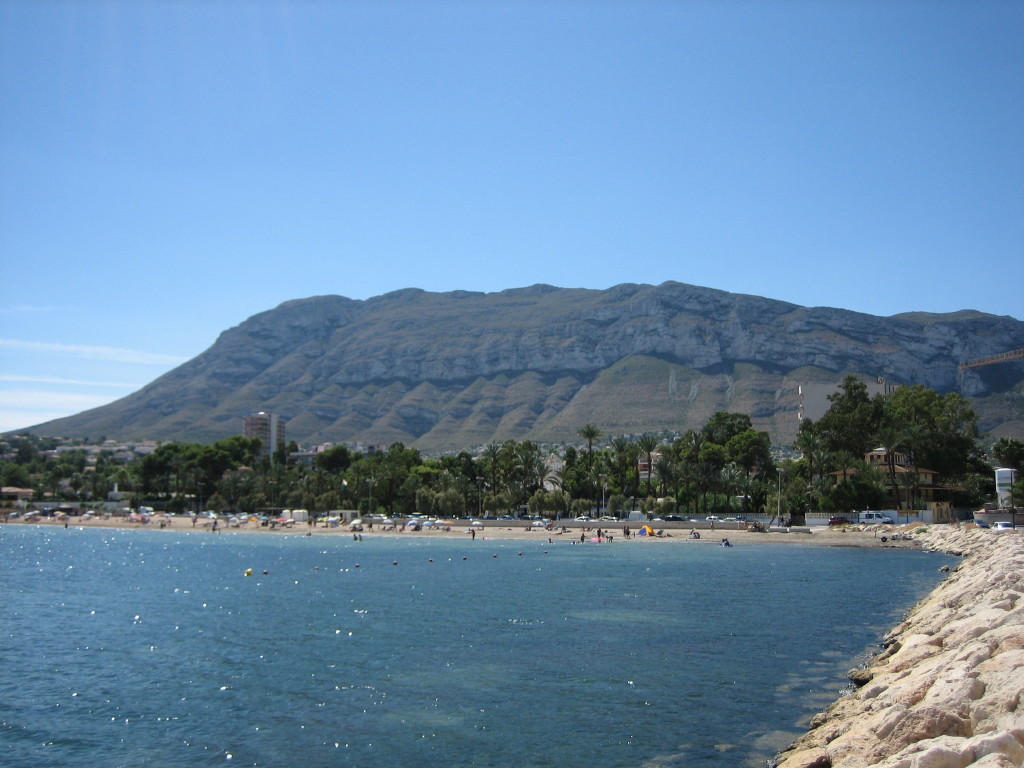
El Montgó
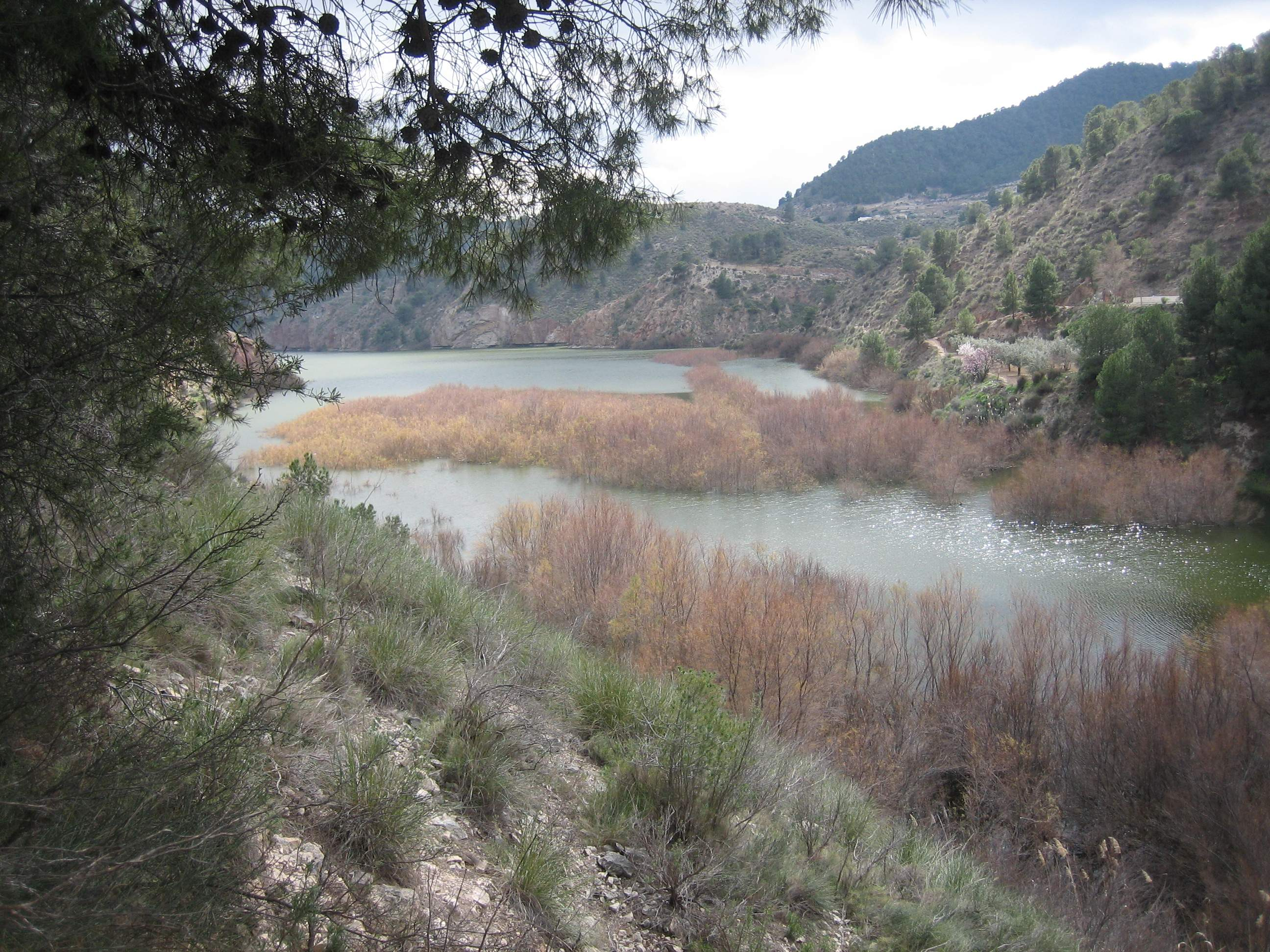
Laghetto di Tibi
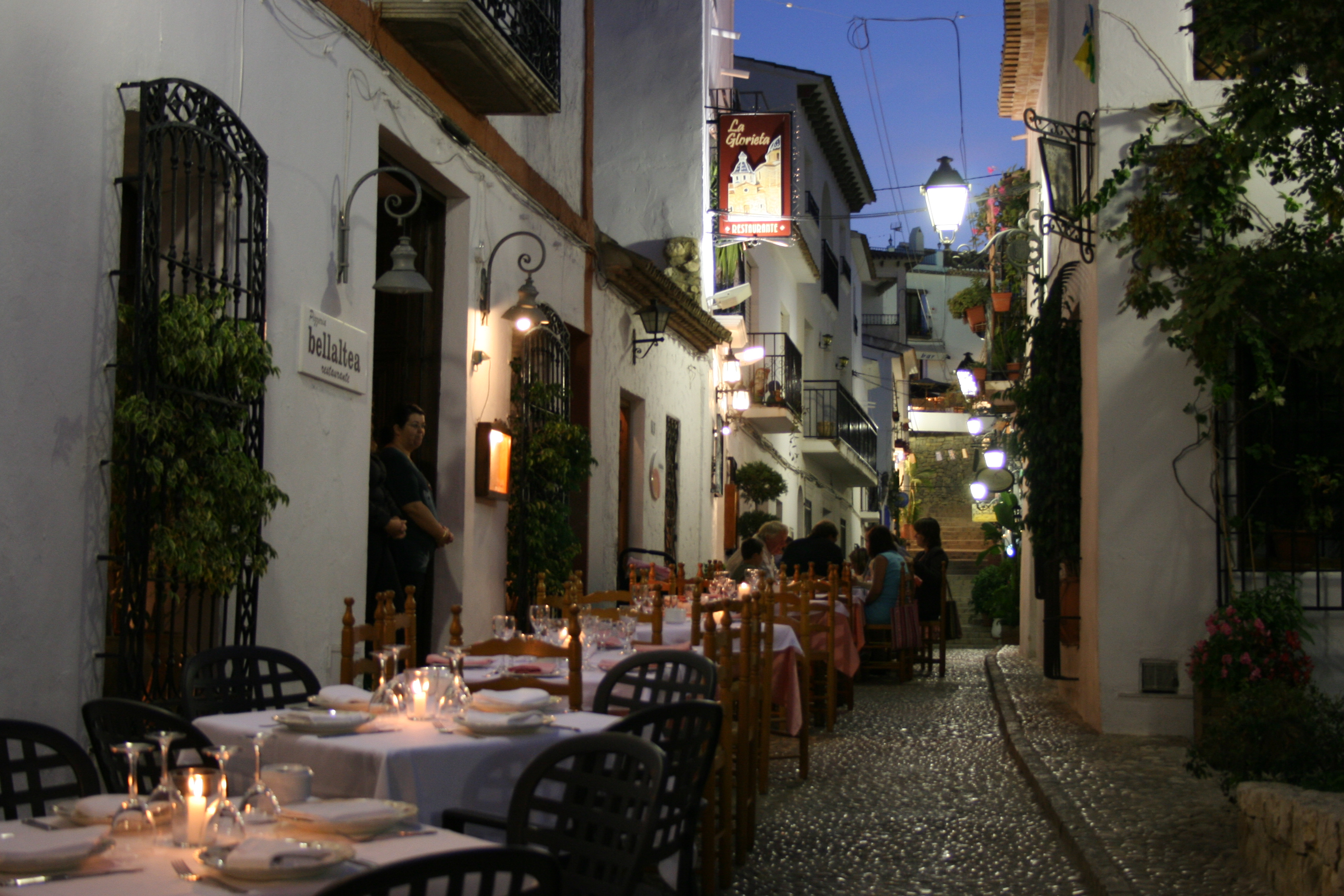
Via di Altea
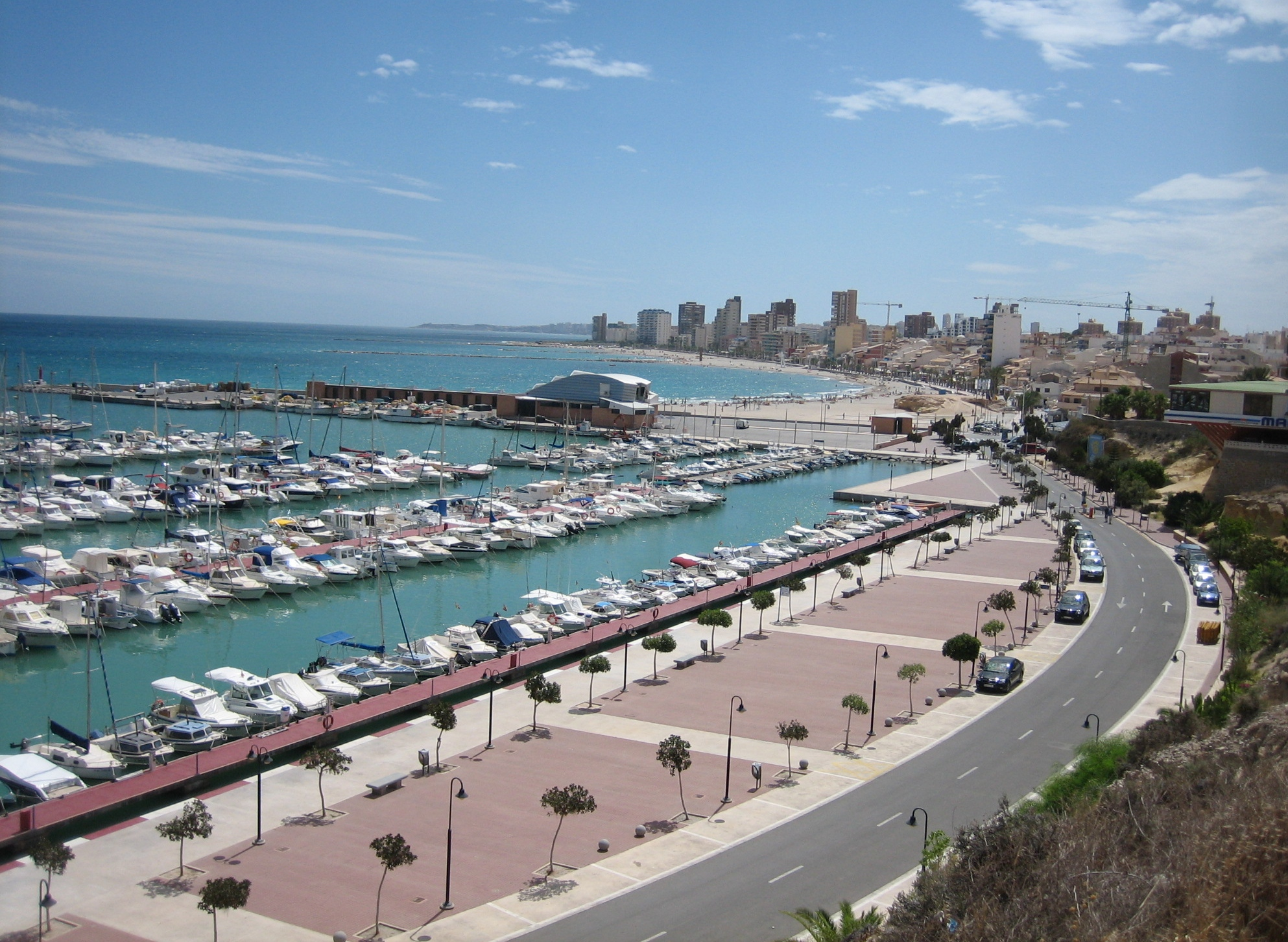
Porto di El Campello